# تالواتتا (۲)
تالواتتا (به لاتین: Talwatta) یک منطقهٔ مسکونی در سری‌لانکا است که در استان مرکزی (سری‌لانکا) واقع شده‌است.